# 중국식물지
중국식물지(Flora of China)는 중화인민공화국이 원산지인 식물을 기술하는 것을 목적으로 하는 과학 간행물이다.
이 프로젝트는 중국 관다발 식물 31,000종에 대한 최초의 현대 영어 설명을 출판하기 위한 공동 과학 노력이다. 이 숫자에는 약 8,000종의 약용 및 경제적으로 중요한 식물과 약 7,500종의 나무 및 관목이 포함된다.
중국식물지는 이러한 종을 기술하고 기록하고 있다. 분류 체계는 각 그룹의 현재 이해를 반영한다.
또한 온라인 중국식물지 체크리스트에서는 식물명, 문헌, 중국 내외의 지리적 분포, 고유종 현황 등을 확인할 수 있다. 이 체크리스트와 미주리 식물원의 트로피코스(Tropicos) 데이터베이스는 함께 명명법 및 분포 데이터와 그림을 조회하기 위한 인터페이스를 제공한다.
출판된 책의 데이터는 과, 속, 종에 대한 별도의 처리로 온라인에 제공된다. 이러한 치료법은 eFloras에서 이름 및 기타 다양한 정보를 검색할 수 있다. 대형 세대에는 대화형 식별 키를 사용할 수 있다.
연구, 집필, 검토, 편집에 대한 긴밀한 국제 협력은 식물상 제작의 특징이다. 중국의 저자들은 29개국(아르헨티나, 아르메니아, 호주, 오스트리아, 벨기에, 브라질, 캐나다, 체코, 덴마크, 핀란드, 프랑스, 독일, 그리스, 아일랜드, 일본, 한국, 멕시코, 네덜란드, 뉴질랜드, 필리핀, 러시아, 스페인, 남아프리카, 스웨덴, 스위스, 태국, 영국, 우크라이나 및 미국) 출신의 중국인이 아닌 동료들과 함께 작업한다. 그 결과 초안은 중국 식물학자, 중국식물지 편집위원회, 전 세계의 가족 전문가, 중국 인근 지역의 식물상 자문위원의 검토를 받아 가능한 최상의 치료법을 개발한다.